# 3000 metros com obstáculos
3 000 metros com obstáculos é uma prova olímpica de meio-fundo disputada em uma pista de atletismo entre barreiras e fossos de água e deriva seu nome original, steeplechase, da antiga e tradicional corrida de cavalos disputada entre obstáculos em campo aberto.

## História
A prova é originária das Ilhas Britânicas, onde corredores corriam de uma cidade para a outra se orientando pelos campanários de suas igrejas, usados como marcos por serem visualizados à grande distância. Durante o percurso, eles  tinham inevitavelmente que pular sobre córregos e pequenos obstáculos e muros de pedra separando as propriedades no caminho.
A primeira destas provas sobre a qual se tem registro aconteceu em Edimburgo, em 1828. A prova moderna também tem origem numa corrida de cross-country de duas milhas disputadas pelos alunos da Universidade de Oxford em 1860, que foi substituída em 1865 por uma corrida com obstáculos em terreno plano. No campeonato inglês de atletismo de 1879,  ela surgiu transformada num corrida de pista, com barreiras, de onde se deriva a prova atual.
A prova do steeplechase foi primeiramente disputada nos Jogos Olímpicos de  Paris 1900, em duas distâncias de 2 500 m e 4 000 metros. A distância de 3 000 metros foi tornada padrão em 1920, durante os Jogos de Antuérpia 1920, e vencida pelo canadense Percy Hodge, mas como nem sempre era disputada com o mesmo número de obstáculos, o primeiro recorde dela só foi reconhecido pela IAAF em 1954, no Campeonato Europeu de Atletismo, para o húngaro  Sandor Roznyoi, com um tempo de 8min49s6.
Incluída nesta distância padrão em Antuérpia e assim disputada em todas as edições seguintes dos Jogos, apenas em Pequim 2008 o Comitê Olímpico Internacional a integrou ao atletismo também para mulheres; e a prova estreou em grande estilo, com um recorde mundial da russa Gulnara Galkina, primeira campeã olímpica, com a marca de 8:58.81 permanecendo até hoje como recorde olímpico. No masculino, o domínio absoluto pertence ao Quênia, seja em Olimpíadas ou campeonatos mundiais. Entre a Cidade do México 1968 e a Rio 2016, os quenianos venceram todas as provas olímpicas à exceção de Montreal 1976 e Moscou 1980, que boicotaram. O queniano  Ezekiel Kemboi é bicampeão olímpico e tetracampeão mundial desta prova, sendo o mais bem sucedido entre todos os quenianos que a dominam.
O recorde mundial masculino dos 3 000 m com obstáculos é do etíope Lamecha Girma , 7:52.11, em Paris, 2023; o recorde olímpico é do queniano Conseslus Kipruto, 8:03.28, conquistado na Rio 2016.

## Regras

As dimensões dos obstáculos

A largada é dada com os atletas lado a lado ou em bloco ocupando toda a largura da pista, sem marcação de raia. O número de voltas na pista padrão de 400 metros depende da posição do fosso d'água obrigatório – fora ou dentro da segunda curva da pista – mas os atletas precisam saltar um número total de 28 barreiras e sete fossos d'água durante a duração da corrida.
As barreiras da prova masculina tem altura de 91,4 cm e as da feminina de 76,2 cm, com uma largura mínima de 3,94 m; o fosso d'água de superfície inclinada tem 3,66 m de comprimento com uma profundidade de 70 cm em sua parte mais funda,  exatamente em baixo da barreira até chegar ao mesmo nível da pista ao final do comprimento, o que significa que quanto mais longe o atleta que a ultrapassa conseguir saltar, menos água e pressão contrária pela frente terá nos pés e tornozelos, o que dá vantagem aos melhores saltadores entre os corredores. Diferente das provas de velocidade com barreiras, que caem a qualquer toque, os obstáculos do steeplechase são mais sólidos e pesados e os atletas muitas vezes os usam para pegar impulso da passada na corrida ao invés de apenas saltá-los, especialmente o obstáculo do fosso.

## Recordes
De acordo com a Federação Internacional de Atletismo – IAAF.
Homens
| Recorde          | Tempo   | Atleta            | País    | Data           | Local    |
| Recorde mundial  | 7:52.11 | Lamecha Girma     | Etiópia | 9 junho 2023   | Paris    |
| Recorde olímpico | 8:03.28 | Conseslus Kipruto | Quénia  | 17 agosto 2016 | Rio 2016 |

Mulheres
| Recorde          | Tempo   | Atleta             | País    | Data          | Local      |
| Recorde mundial  | 8:44.32 | Beatrice Chepkoech | Quénia  | 20 julho 2018 | Mônaco     |
| Recorde olímpico | 8:52.76 | Winfred Yavi       | Bahrein | 6 agosto 2024 | Paris 2024 |

## Melhores marcas mundiais
As marcas abaixo são de acordo com a World Athletics.

### Homens
| Posição | Tempo   | Atleta              | País     | Data            | Local    |
| ------- | ------- | ------------------- | -------- | --------------- | -------- |
| 1       | 7:52.11 | Lamecha Girma       | Etiópia  | 9 junho 2023    | Paris    |
| 2       | 7:53.63 | Saif Saaeed Shaheen | Catar    | 3 setembro 2004 | Londres  |
| 3       | 7:53.64 | Brimin Kipruto      | Quénia   | 22 julho 2011   | Mônaco   |
| 4       | 7:54.31 | Paul Koech          | Quénia   | 31 maio 2012    | Roma     |
| 5       | 7:55.28 | Brahim Boulami      | Marrocos | 24 agosto 2001  | Bruxelas |
| 6       | 7:55.51 | Saif Saaeed Shaheen | Catar    | 26 agosto 2005  | Bruxelas |
| 7       | 7:55.72 | Bernard Barmasai    | Quénia   | 24 agosto 1997  | Köln     |
| 8       | 7:55.76 | Ezekiel Kemboi      | Quénia   | 22 julho 2011   | Mônaco   |
| 9       | 7:56.16 | Moses Kiptanui      | Quénia   | 24 agosto 1997  | Köln     |
| 10      | 7:56.32 | Saif Saaeed Shaheen | Catar    | 3 julho 2006    | Atenas   |

### Mulheres
| Posição | Tempo   | Atleta             | País    | Data             | Local  |
| ------- | ------- | ------------------ | ------- | ---------------- | ------ |
| 1       | 8:44.32 | Beatrice Chepkoech | Quénia  | 20 julho 2018    | Mônaco |
| 2       | 8:44.39 | Winfred Yavi       | Bahrein | 30 agosto 2024   | Roma   |
| 3       | 8:45.25 | Winfred Yavi       | Bahrein | 5 julho 2025     | Eugene |
| 4       | 8:48.03 | Peruth Chemutai    | Uganda  | 30 agosto 2024   | Roma   |
| 5       | 8:48.71 | Faith Cherotich    | Quénia  | 5 julho 2025     | Eugene |
| 6       | 8:50.66 | Winfred Yavi       | Bahrein | 16 setembro 2023 | Eugene |
| 7       | 8:51.67 | Beatrice Chepkoech | Quénia  | 16 setembro 2023 | Eugene |
| 8       | 8:51.77 | Peruth Chemutai    | Uganda  | 5 julho 2025     | Eugene |
| 9       | 8:52.76 | Winfred Yavi       | Bahrein | 6 agosto 2024    | Paris  |
| 10      | 8:52.78 | Ruth Jebet         | Bahrein | 27 agosto 2016   | Paris  |

## Melhores marcas olímpicas
As marcas abaixo são de acordo com o Comitê Olímpico Internacional – COI.

### Homens
| Posição | Tempo   | Atleta              | País           | Medalha | Local       |
| ------- | ------- | ------------------- | -------------- | ------- | ----------- |
| 1       | 8:03.28 | Conseslus Kipruto   | Quénia         | ouro    | Rio 2016    |
| 2       | 8:04.28 | Evan Jager          | Estados Unidos | prata   | Rio 2016    |
| 3       | 8:05.51 | Julius Kariuki      | Quénia         | ouro    | Seul 1988   |
| 4       | 8:05.81 | Ezekiel Kemboi      | Quénia         | ouro    | Atenas 2004 |
| 5       | 8:06.05 | Soufiane El Bakkali | Marrocos       | ouro    | Paris 2024  |
| 6       | 8:06.11 | Brimin Kipruto      | Quénia         | prata   | Atenas 2004 |
| 7       | 8:06.41 | Kenneth Rooks       | Estados Unidos | prata   | Paris 2024  |
| 8       | 8:06.47 | Abraham Kibiwot     | Quénia         | bronze  | Paris 2024  |
| 9       | 8:06.64 | Paul Koech          | Quénia         | bronze  | Atenas 2004 |
| 10      | 8:06.79 | Peter Koech         | Quénia         | prata   | Seul 1988   |

### Mulheres
| Posição | Tempo   | Atleta             | País        | Medalha | Local       |
| ------- | ------- | ------------------ | ----------- | ------- | ----------- |
| 1       | 8:52.76 | Winfred Yavi       | Bahrein     | ouro    | Paris 2024  |
| 2       | 8:53.34 | Peruth Chemutai    | Uganda      | prata   | Paris 2024  |
| 3       | 8:55.15 | Faith Cherotich    | Quénia      | bronze  | Paris 2024  |
| 4       | 8:58.67 | Alice Finot        | França      |         | Paris 2024  |
| 5       | 8:58.81 | Gulnara Galkina    | Rússia      | ouro    | Pequim 2008 |
| 6       | 8:59.75 | Ruth Jebet         | Bahrein     | ouro    | Rio 2016    |
| 7       | 9:00.83 | Sembo Almayew      | Etiópia     |         | Paris 2024  |
| 8       | 9:01.45 | Peruth Chemutai    | Uganda      | ouro    | Tóquio 2020 |
| 9       | 9:04.24 | Beatrice Chepkoech | Quénia      |         | Paris 2024  |
| 10      | 9:04.35 | Elizabeth Bird     | Reino Unido |         | Paris 2024  |

## Marcas da lusofonia
| País                | Masculino | Atleta             | Ano  | Local         | Feminino | Atleta               | Ano  | Local           |           |
| Brasil              | 8.14.41   | Vander Moura       | 1995 | Mar del Plata | 9.24.38  | Tatiane Raquel Silva | 2022 | Watford         | [ 11 ]    |
| Portugal            | 8.19.82   | Manuel da Silva    | 2004 | Estocolmo     | 9:18.54  | Jéssica Augusto      | 2010 | Huelva          | [ 12 ]    |
| Angola              | 8.56.79   | Aurélio Mity       | 1994 | Lisboa        | 10.56.77 | Liliana Silva        | 2010 | Póvoa do Varzim | [ 13 ]    |
| Timor-Leste         | 9.14.17   | Felisberto de Deus | 2018 | Jacarta       | 11:15.27 | Rúbia Martins        | 2018 | Jacarta         | :768      |
| Moçambique          | 9.22.32   | Hélio Fumo         | 2004 | Lisboa        |          | sem registro         |      |                 | :630      |
| Cabo Verde          | 9:42.80   | António Zeferino   | 1995 | Maia          | 10:58.77 | Sónia Lopes          | 2007 | Marcon          | :629,768  |
| Guiné-Bissau        | 10:06.22  | Mussa Djau         | 2013 | Beja          | 12:03.75 | Suaila Sá            | 2014 | Spilimbergo     | :596, 730 |
| São Tomé e Príncipe | 10:08.0   | Mário Pitra        | 1981 | Luanda        | 10:42.48 | Celma Soares         | 2008 | Lisboa          | :597, 730 |